# Tigh na Fiarnain

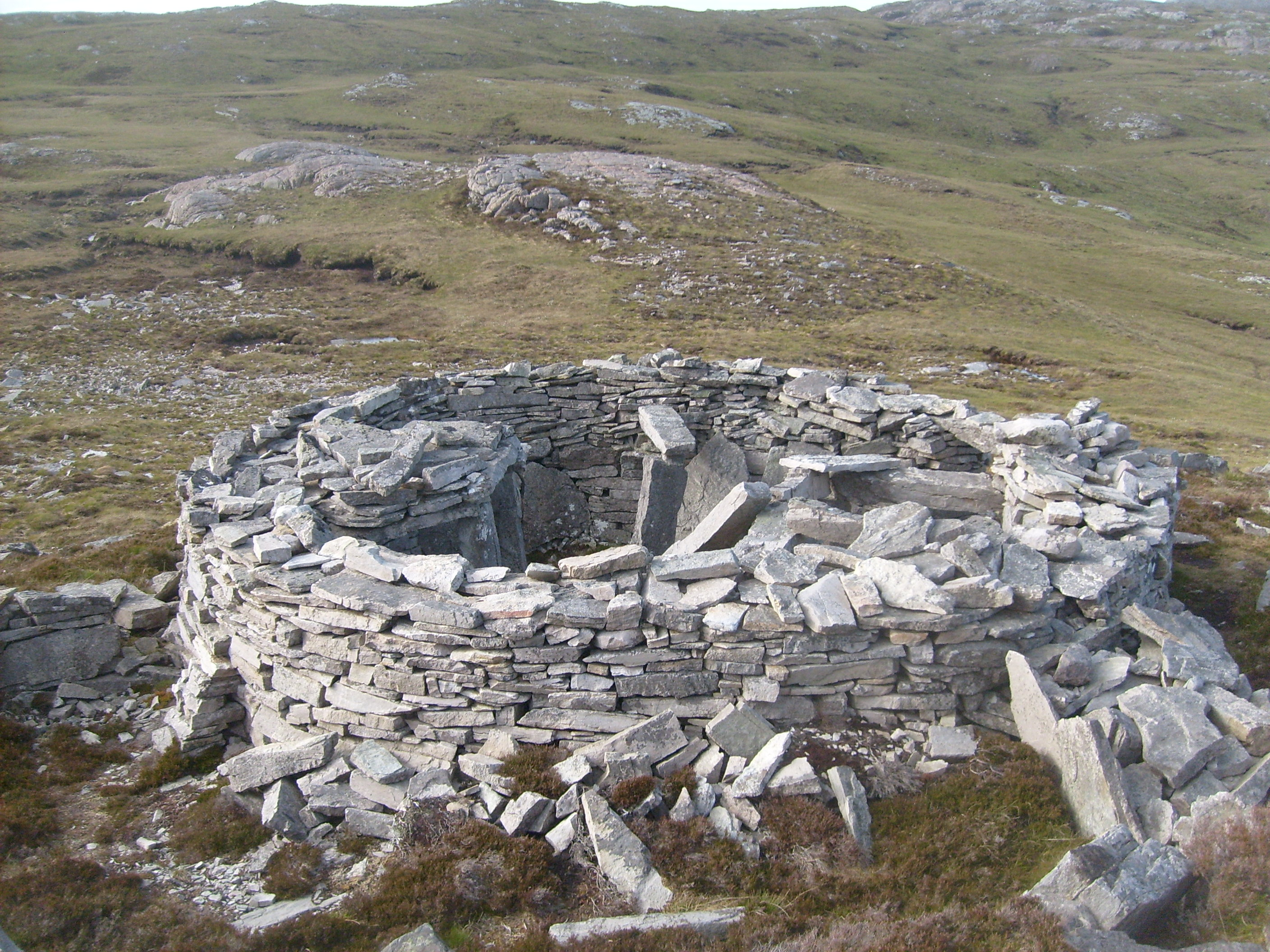
Tigh na Fiarnain

Tigh na Fiarnain (deutsch Haus der Fingalier – auch Meall Meadhonach genannt) liegt in 300 m Höhe auf nacktem Fels an der Westküste des Loch Eriboll in der Grafschaft Sutherland in den schottischen Highlands. Es ist das einzige, aber gut erhaltene eisenzeitliche Wheelhouse in der für die Region typischen Bauweise.
Es ist leicht oval und misst 5,5 mal 5,0 m. Die Umfassung aus Trockenmauerwerk ist etwa 1,1 m dick und bis in eine Höhe von 1,4 m erhalten. Der Zugang liegt, dem Loch Eriboll zugewandt, im Osten. Im Inneren befindet sich, im Abstand von etwa einem Meter von der Wand ein Kreis aus sieben schlanken Orthostaten. Einer von ihnen hat noch einen Sturz, der als Rest eines Kraggewölbes anzusehen ist, dessen übrige Steine am Boden liegen.

Tigh na Fiarnain
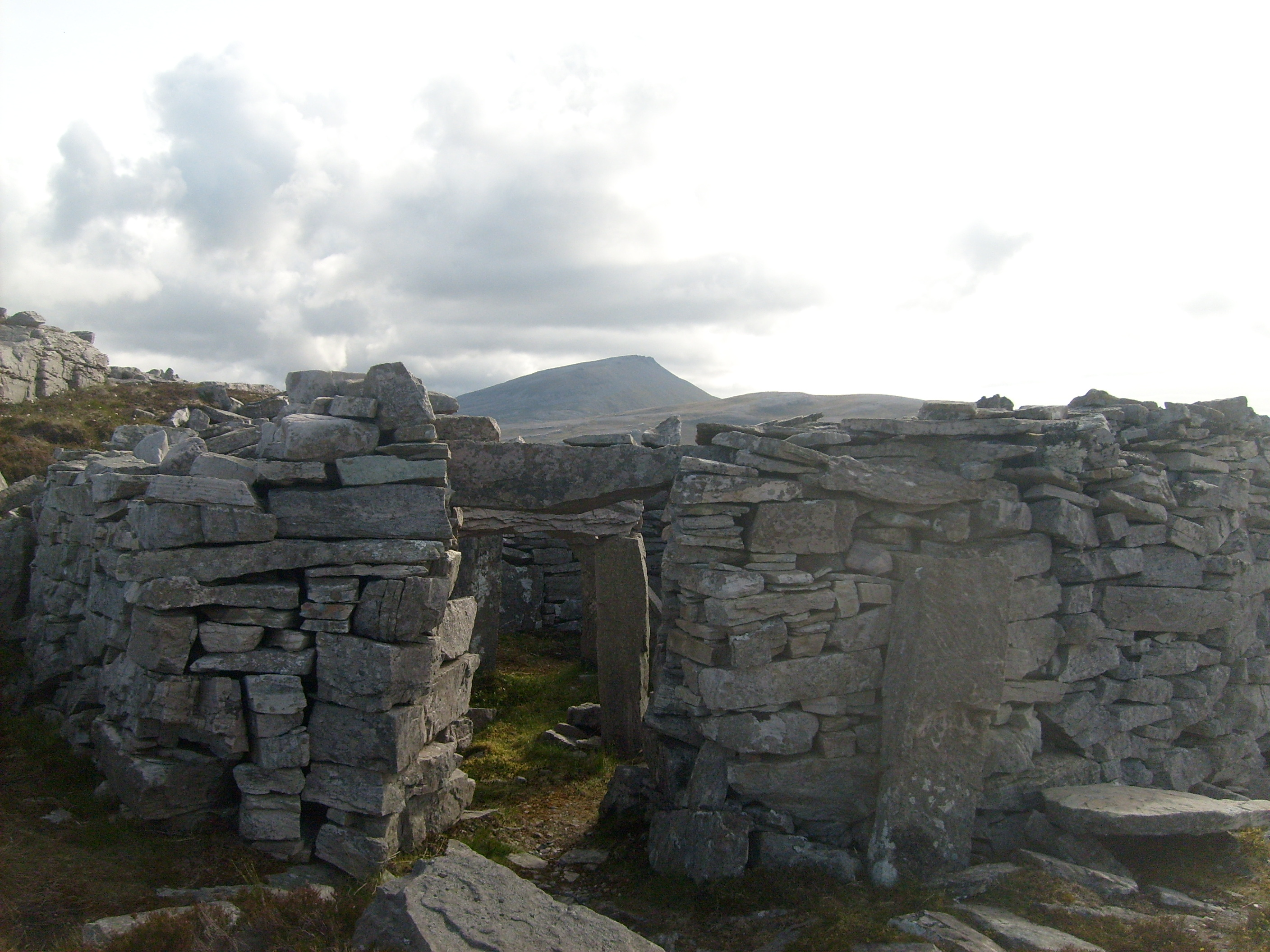
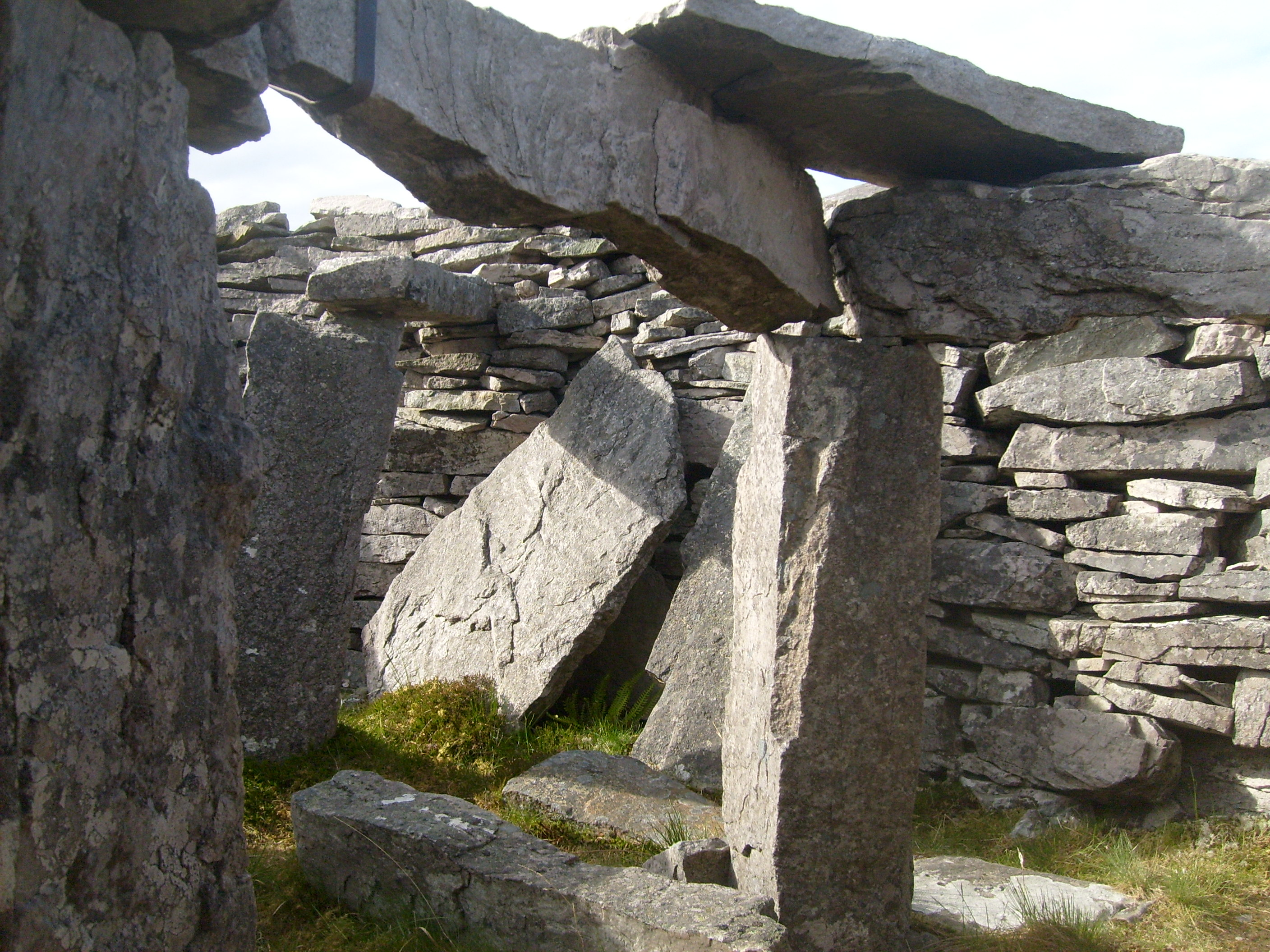
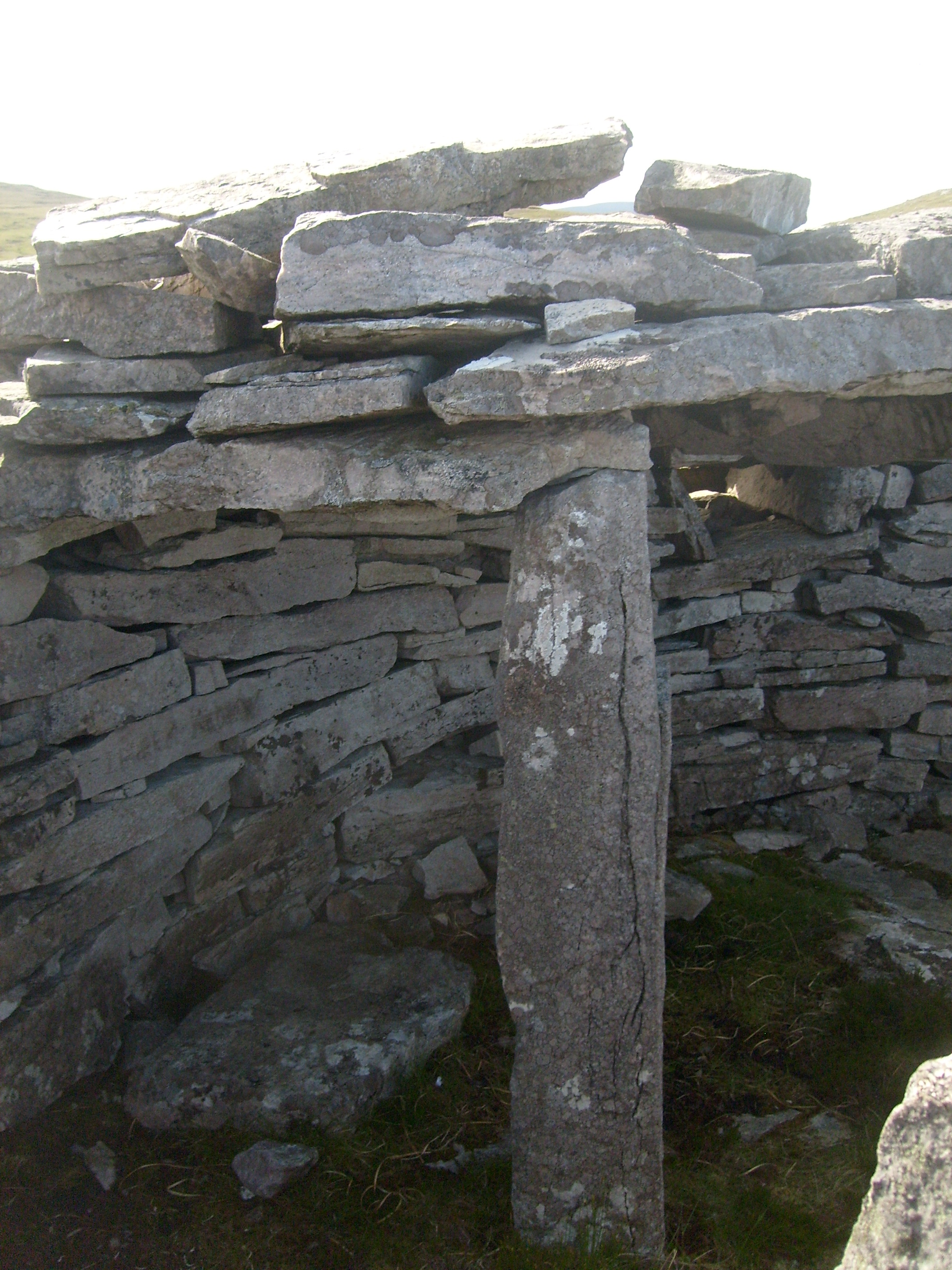

Auf der Westseite liegt der etwa 8,5 m lange und 3 m breite Rest eines angebauten geschlossenen Komplexes aus Plattenmauerwerk, umgeben von Torf, der im Inneren entfernt wurde. Vage Anzeichen eines anderen Gebäudes aus Platten befinden sich im Südwesten. Im Norden sind noch Spuren einer äußeren Umfassung vorhanden.
Die bei Durness gelegene Struktur mit den frei stehenden Orthostaten ist mit dem Typ der Rundhäuser bzw. der Wags oder „galleried buildings“ in Caithness verwandt. Der Standort am Loch Erigoll ist isoliert und weit entfernt von dieser Gruppe im Osten. Die Wheelhäuser der Hebriden besitzen an diesen Stellen kurze radiale Wände die eine Anzahl von Nischen bilden. Tigh na Fiarnain unterscheidet sich architektonisch auch von den südlicher gelegenen Anlagen in Aberdeenshire und Forfarshire, die lange tunnelartige Zugänge haben. Das allerdings winzige Souterrain von Rennibister auf Orkney kommt der Orthostaten-Bauweise von Tigh na Fiarnain nahe und wurde von Hugh Marwick (1926) als „underground galleried building“ bezeichnet.